# Huntingdon College
Huntingdon College es una universidad metodista privada en Montgomery, Alabama. Fue fundado en 1854 como colegio de mujeres.

## Historia

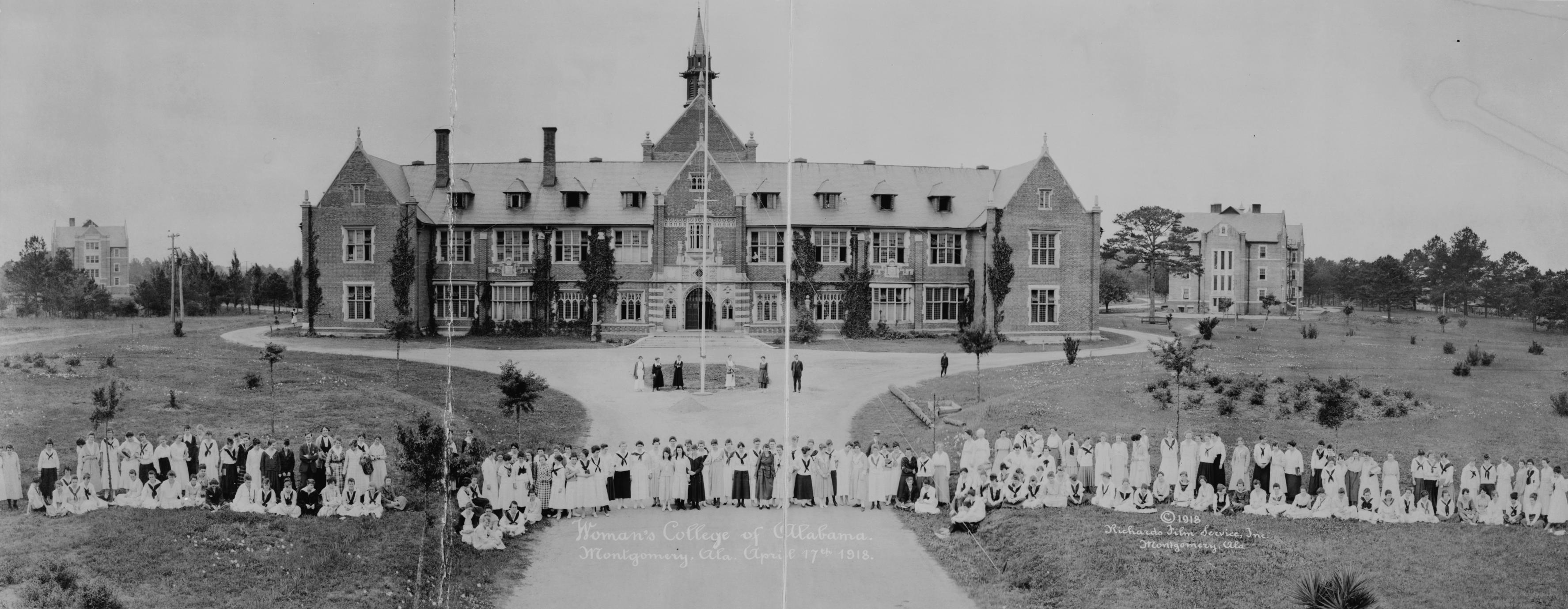
Colegio de mujeres de Alabama en 1918

Huntingdon College fue fundado el 2 de febrero de 1854 como Tuskegee Female College por la Legislatura del estado de Alabama y el gobernador John A. Winston. El primer rector fue Andrew Adgate Lipscomb. El Dr. Lipscomb sentó las bases de la universidad como una escuela de enseñanza en lugar de una institución de investigación.
En 1872, el nombre se cambió a Alabama Conference Female College, ya que el colegio quedó bajo los auspicios de la Iglesia Metodista Episcopal. Mientras la universidad y el Sur luchaban por reconstruirse después de la Guerra Civil, los líderes universitarios creyeron que necesitaban trasladar la institución a una ciudad más poblada y eligieron la capital del estado, Montgomery.
En 1908, compraron una parcela de terreno de 23 Ha en lo que entonces era la periferia del pueblo; ahora forma parte del barrio Old Cloverdale de Montgomery. El paisajismo del campus fue diseñado por Frederick Law Olmsted Jr., quien también había diseñado Biltmore Estate y Central Park. La universidad trasladó todos sus muebles, productos químicos de laboratorio y registros a Hamner Hall, en Montgomery, el 24 de agosto de 1909. El edificio se quemó hasta los cimientos esa noche, destruyendo los registros de los primeros 50 años de la universidad y todo su mobiliario. Los estudiantes y el rector William Martin se mudaron a Sullins College, en Virginia, para ese curso, y continuó la construcción del primer edificio de la universidad, John Jefferson Flowers Memorial Hall. En 1910, la escuela pasó a llamarse Woman's College of Alabama. Terminado ese mismo año y diseñado por el arquitecto de Harvard H. Langford Warren, Flowers Hall fue diseñado para emular la arquitectura gótica colegiada de las universidades de Oxford y Cambridge en Inglaterra, y de la Universidad de Harvard en Cambridge (Massachusetts). Marcó el tono que se siguió para el estilo arquitectónico del campus.
La universidad admitió a sus primeros estudiantes varones después de la Primera Guerra Mundial, y el primer estudiante se graduó en 1934. Al darse cuenta de que el nombre Woman's College of Alabama ya no encajaba con su alumnado, la universidad pasó a llamarse en 1935 Huntingdon College, en honor a Selina Hastings, condesa de Huntingdon, una notable defensora de John Wesley y del metodismo.
A principios del siglo XXI, Huntingdon ofrece más de 50 programas de estudio de pregrado y 18 equipos deportivos interuniversitarios de la NCAA-III, que participan en la Conferencia Atlética del Sur de EE. UU. Entre 2002 y 2012, la matrícula aumentó un 53% en el programa diurno tradicional y un 88% en general (594 a 1118). El Chronicle of Higher Education incluyó a Huntingdon en 2014 entre las "universidades de más rápido crecimiento en Estados Unidos". 

## Instalaciones
El campus de Huntingdon figura en el Registro Nacional de Lugares Históricos como Distrito histórico del campus de Huntingdon College.  El distrito engloba trece edificios contribuyentes, construidos en los estilos neogótico y neotudor, y un sitio. El distrito fue incluido en el NRHP el 24 de febrero de 2000.  La universidad se expandió a lo largo de Fairview Avenue y agregó el campus Cloverdale en 2001.

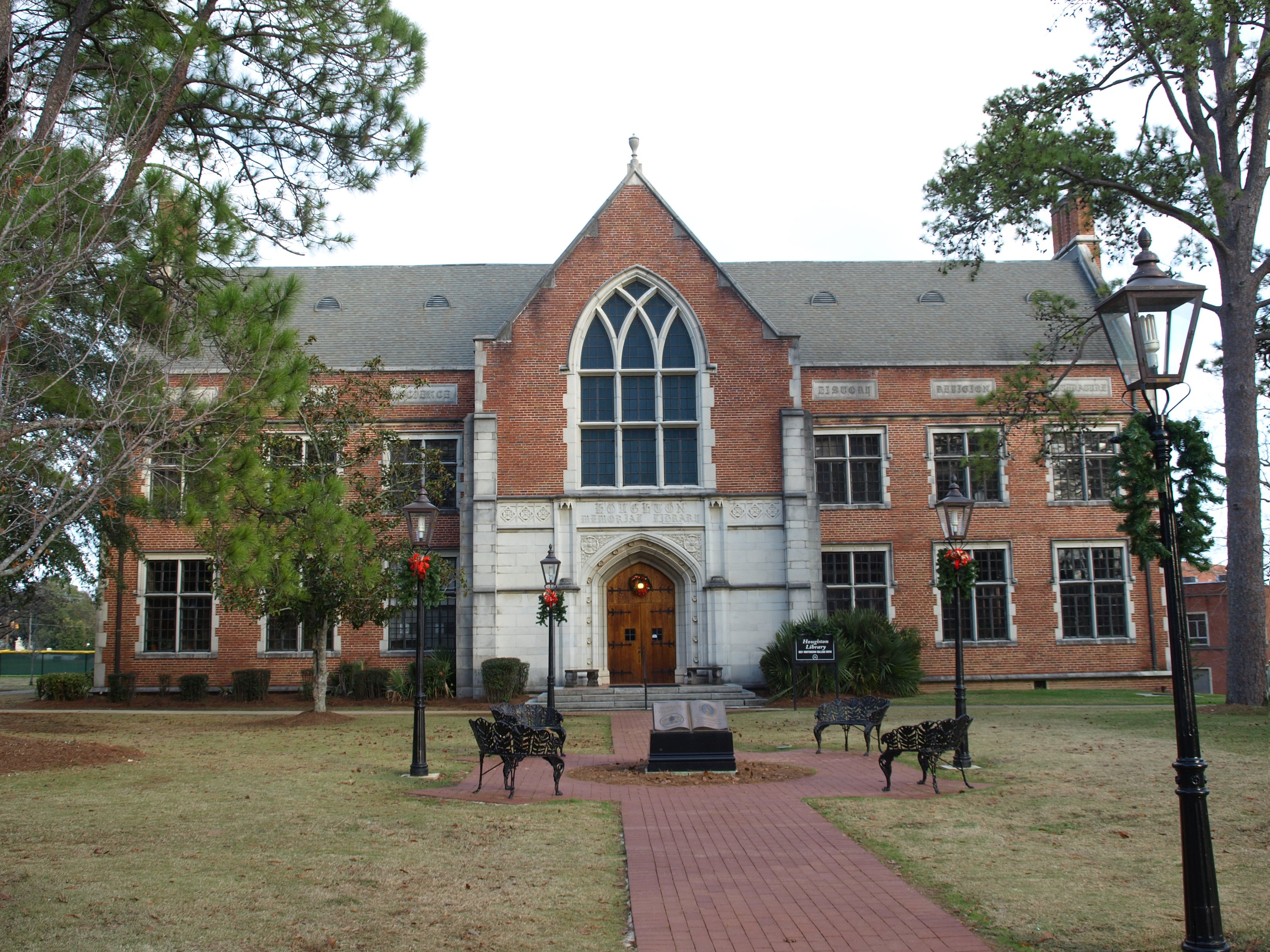
Biblioteca conmemorativa de Houghton

## Atletismo
Los equipos de Huntingdon College participan como miembros de la División III de la Asociación Nacional de Atletismo Universitario. Los Hawks son miembros de la Collegiate Conference of the South (CCS), formada en julio de 2022 por una división amistosa de la USA South Athletic Conference. Los deportes masculinos incluyen béisbol, baloncesto, campo a través, fútbol, golf, lacrosse, fútbol, tenis y lucha libre; mientras que los deportes femeninos incluyen baloncesto, voleibol de playa, campo a través, golf, lacrosse, fútbol, sóftbol, tenis y voleibol. Huntingdon es la única universidad de cuatro años en el estado de Alabama que ofrece lucha libre universitaria.  Dado que la CCS no patrocina el fútbol, el golf femenino ni el lacrosse para ninguno de los sexos, Huntingdon permanece en el sur de EE. UU. para esos deportes.

## La "Dama Roja"
La Dama Roja de Huntingdon College es un fantasma que se dice que ronda el dormitorio de Pratt Hall en el que se quitó la vida. Su historia se cuenta en el libro 13 Alabama Ghosts and Jeffrey, de la exalumna de Huntingdon y folclorista Kathryn Tucker Windham. 

## Alumnos notables
Entre los antiguos alumnos de Huntingdon destacan:
- Leura Canary (1978), exfiscal estadounidense
- Kristi Dubose (1986), juez del tribunal de distrito de EE. UU. [6]
- Joe Durant (1987), golfista profesional
- Leila Herbert, autora
- Elizabeth Hight (1977), contraalmirante de la Marina de los EE. UU.
- Harper Lee (1944-1945), novelista
- Bob Zellner (1957-1961), activista de derechos civiles
- Jeff Sessions (1969), abogado y político, senador y fiscal general de los Estados Unidos
- Maria Howard Weeden, pintora y poeta [7]
- Kathryn Tucker Windham (1939), escritora

## Otras lecturas
- Ellison, Rhoda Coleman (2004). History of Huntingdon College, 1854-1954 (sesquicentennial edición). Montgomery, Alabama, New South Books. ISBN 1-58838-171-4.
- Windham, Kathryn Tucker (1969). 13 Alabama Ghosts and Jeffrey. Huntsville, Alabama, Strode Publishers. ISBN 0-87397-008-X.